# Menetou-Râtel
Menetou-Râtel è un comune francese di 495 abitanti situato nel dipartimento del Cher, nella regione del Centro-Valle della Loira.

## Società

### Evoluzione demografica
Abitanti censiti